# Croisade des pastoureaux de 1320
Ne doit pas être confondu avec Croisade des enfants (expédition) ou Croisade des pastoureaux de 1251.
Pour les articles homonymes, voir Pastoureau.

La Croisade des pastoureaux.

La Croisade des pastoureaux de 1320 est une insurrection populaire, engagée sans l'appui des puissants et même contre eux. Une semblable croisade populaire a eu lieu en 1251.
Le terme « pastoureaux » désigne les bergers. L'événement, contemporain du règne de Philippe V, est aussi connu sous le nom de révolte des pastoureaux, ou seconde Croisade des pastoureaux.

## Déroulement

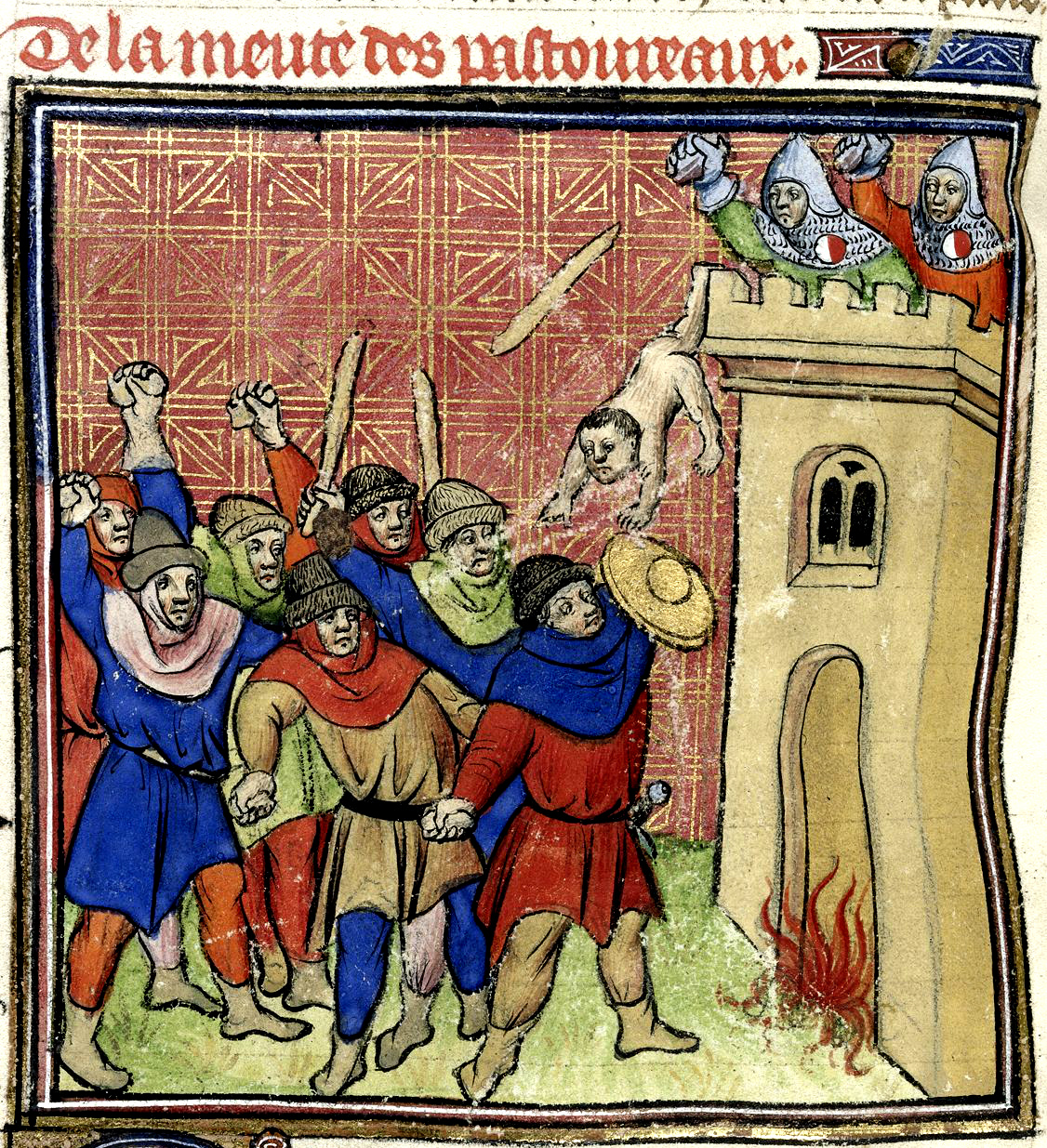
Pastoureaux lors du massacre de 500 juifs à Verdun-sur-Garonne.

À la suite d’un pèlerinage au Mont-Saint-Michel, des groupes de jeunes paysans de Normandie sont touchés par les prêches enflammés d’un bénédictin apostat et d’un prêtre interdit pour sa conduite, qui les ont convaincus de l’urgence du « Saint Voyage » pour aller combattre les infidèles. Par bandes entières, ces pastoureaux convergent vers Paris où ils entrent le 3 mai 1320. Cinq jours plus tard, averti de ce mouvement incontrôlé et subversif, Jean XXII lance l’excommunication contre tous ceux qui se croisent sans l’autorisation pontificale. 
Après quelques pogroms, ils se laissent convaincre de quitter Paris recrutant sur leur passage de nouveaux adeptes. Au début du mois de juin, les pastoureaux traversèrent la Saintonge et le Périgord, qu’ils dévastent et pillent. De plus en plus nombreux, ils entrent en Guyenne. Arrivés dans l’Agenais, ils se divisent en deux groupes. Le premier traverse les Pyrénées par le chemin de Saint-Jacques pour continuer ses massacres en Espagne. Le second groupe remonta la vallée de la Garonne, massacrant cagots et juifs.
Mis au courant du carnage, Pierre Raymond de Comminges, que Jean XXII venait de nommer archevêque de Toulouse, écrit au pape pour lui demander aide et conseil. Le pape accuse alors le roi de France Philippe V d’irresponsabilité et s’étonne, auprès de son légat Gaucelme de Jean, « que la prévoyance royale ait négligé de réprimer les excès et le pernicieux exemple des pastoureaux, qu’on devrait plutôt appeler loups, rapaces et homicides, dont les procédés offensent gravement la Majesté Divine, déshonorant le pouvoir royal et préparant, pour tout le royaume, des dangers inexprimables si on ne les arrête pas ». 
Ce qui n’empêche point, le 25 juin, les pastoureaux de s’en prendre aux juifs d’Albi et de Toulouse. Quatre jours plus tard, ils sont aux portes de Carcassonne où l’armée royale les attend. Placée sous le commandement d’Aimeric de Cros, le sénéchal du Languedoc, elle a le soutien des troupes du jeune Gaston II de Foix-Béarn, alors âgé de douze ans. Les pastoureaux sont écrasés.  
Les rescapés du massacre s’enfuient vers la région de Narbonne. Les consuls, avertis par le sénéchal, mettent leur cité en état de défense. Le pape écrit à l’archevêque de Narbonne Bernard de Farges pour qu’il fasse de même. Les routes et les cols sont barrés et l’on pend systématiquement les chemineaux, les fuyards et tout ce qui ressemblait de près ou de loin à un pastoureau, éradiquant le mouvement durant l’automne 1320.